# Hệ động vật Canada

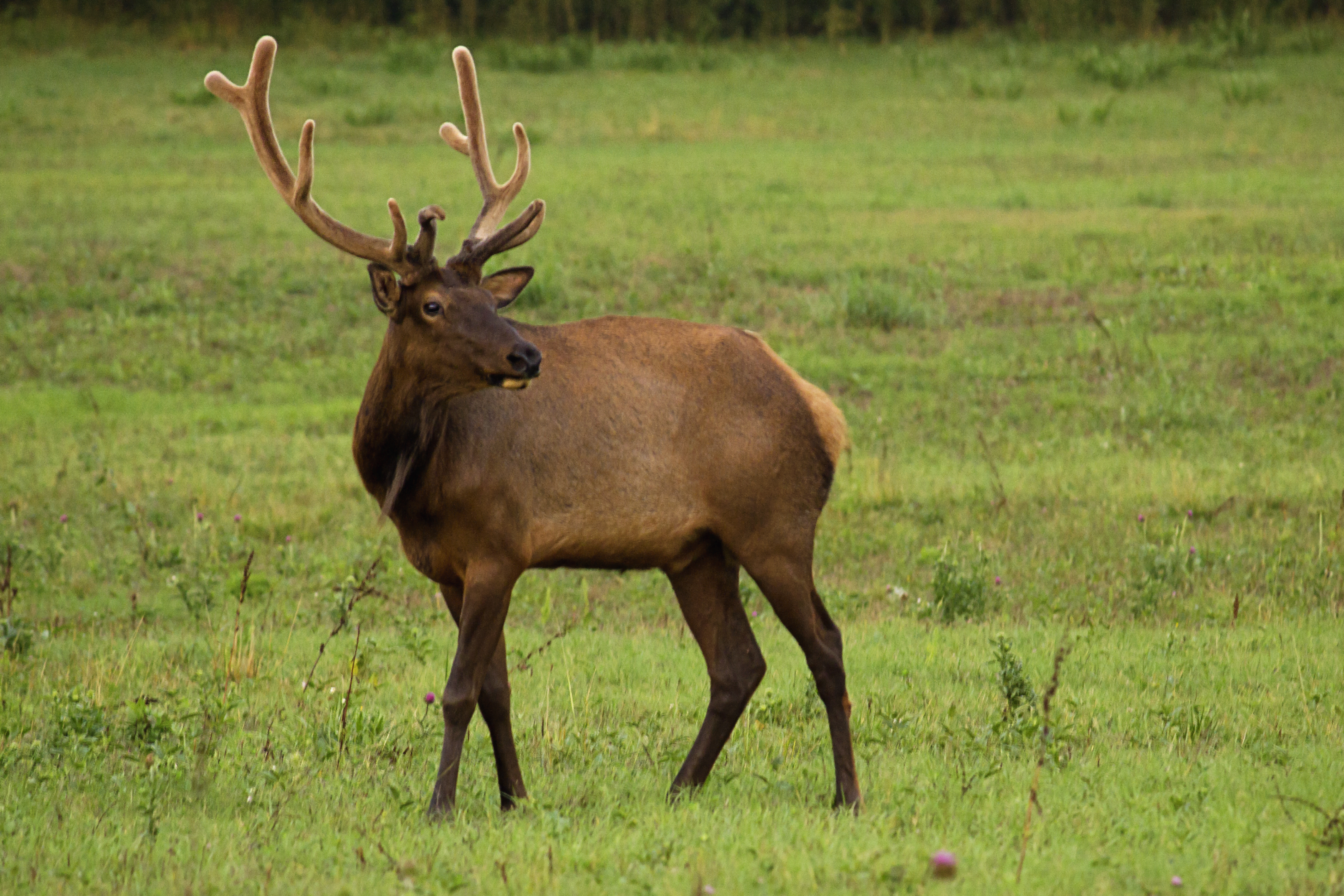
Nai sừng xám hay còn gọi là hươu Canada (Cervus canadensis), một trong những động vật ăn cỏ phổ biến trên các thảo nguyên đồng bằng ở Canada

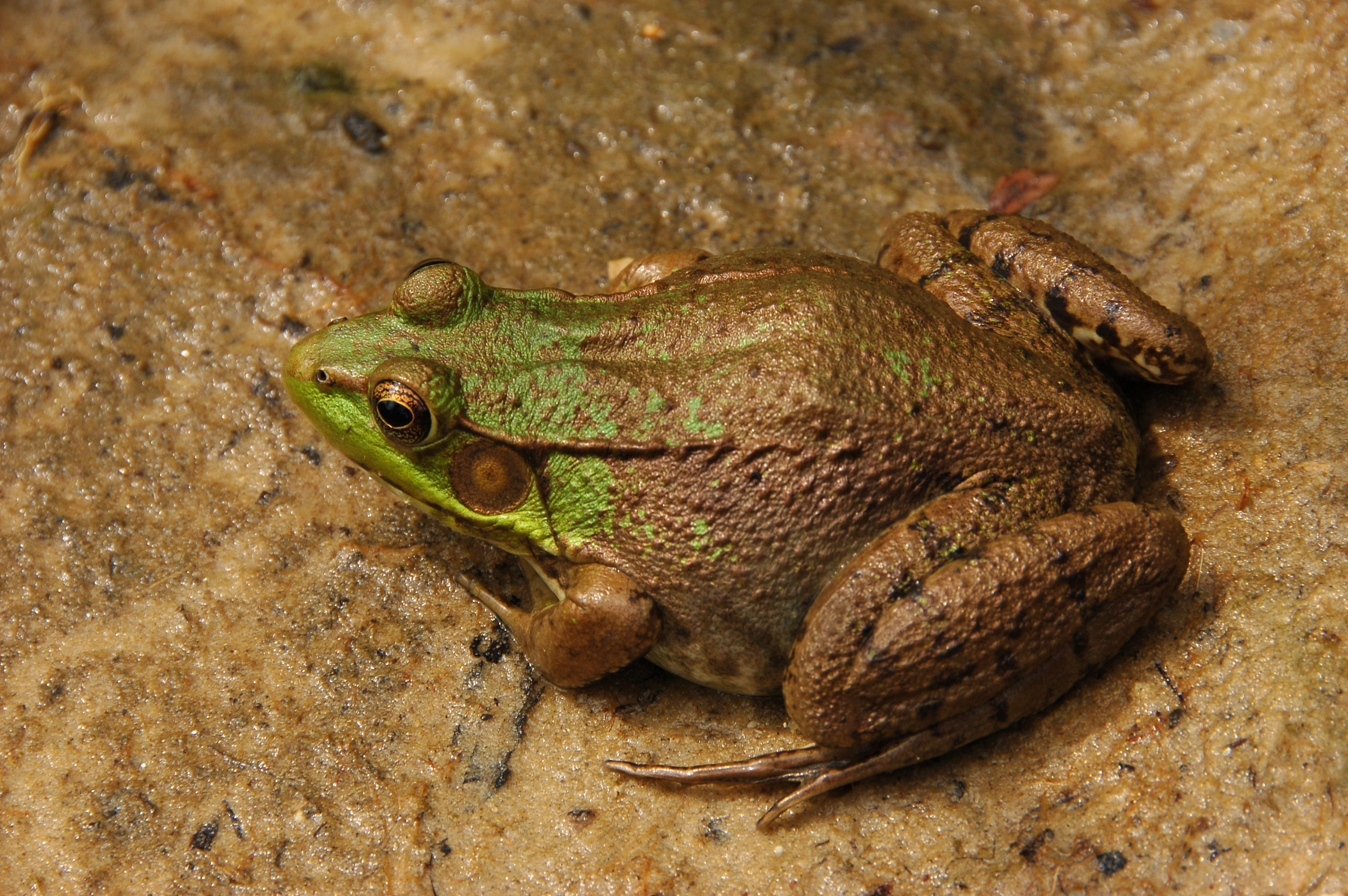
Loài ếch xanh ở Canada

Hệ động vật Canada là tổng thể các quần thể động vật hợp thành hệ động vật trên lãnh thổ của Canada. Đây là hệ động vật đặc trưng cho hệ sinh thái Bắc Mỹ. Hệ động vật quốc gia này đa dạng và phong phú, Canada là nhà của khoảng 70.000 loài động vật và thực vật, trong đó khoảng 1-5% sinh vật của Canada là loài đặc hữu, chỉ tìm thấy ở Canada và còn nhiều loài chưa được khám phá.
Hệ thú của Canada có gần 200 loài bản địa, hệ chim (avifauna) của Canada có tổng cộng 462 loài trong 17 bộ, hệ bò sát và lưỡng cư cũng đa dạng với 43 loài bò sát và 43 loài lưỡng cư được liệt kê, nhưng không phong phú bằng do Canada nằm ở vùng khí hậu lạnh. Ngoài ra Canada còn có sự đa dạng của các cá và các loài côn trùng như bướm, bướm đêm, chuồn chuồn. Hiện nay có gần 400 loài động vật có nguy cơ tuyệt chủng ở Canada, chúng đang được quốc gia này áp dụng các biện pháp bảo tồn.

## Tổng quan

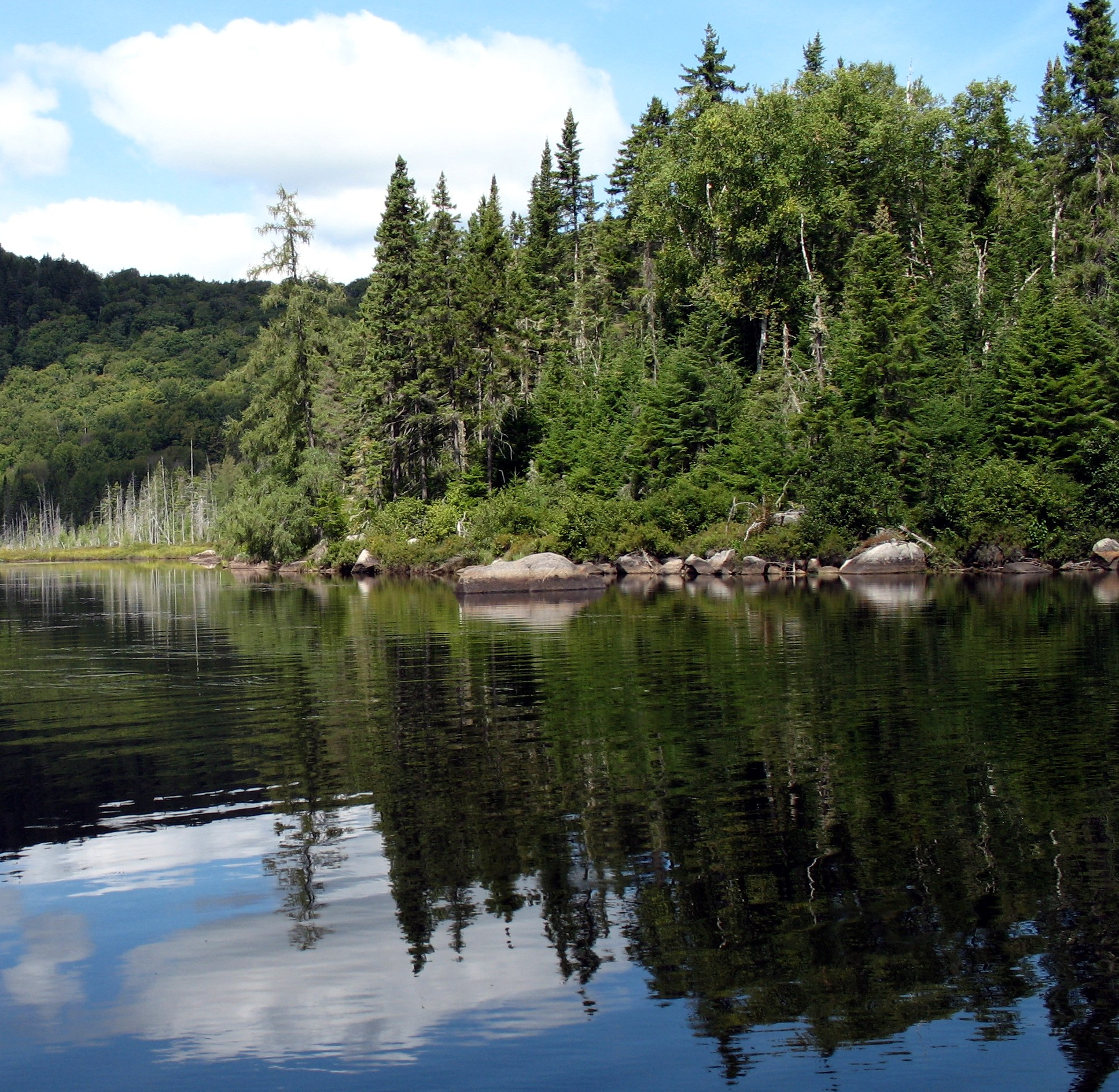
Khung cảnh sinh thái ở Canada

Canada là quốc gia lớn thứ hai thế giới với những ngọn núi trải dài, đồng cỏ rộng lớn cũng như diện tích rừng lớn trên thế giới (đất nước này có trữ lượng rừng hàng đầu thế giới) giúp Canada trở thành quốc gia có số lượng động vật cư trú nhiều nhất so với các nước trong khu vực. Điều kiện tự nhiên tại Canada được xem là lý tưởng đối với khá nhiều loài sinh vật hoang dã. Nơi đây quy tụ nhiều loại động vật từ những loài phổ thông đến những loài quý hiếm đang được báo động.
Canada có phong cảnh thiên nhiên với những đồng cỏ miên man, vườn quốc gia rộng lớn, nui non hiểm trở đó chính là nguyên nhân để các loài động vật hoang dã cư trú và phát triển. Sự phong phú động vật Canada tùy thuộc vào từng vùng, từng dạng địa hình và khí hậu mỗi khu vực. Một số loài động vật ăn cỏ như tuần lộc, nai sừng tấm, bò rừng, hươu, thỏ, sóc và các loài gặm nhấm sống trong rừng, nơi có nhiều thức ăn và các loại hạt thường sống ở các bìa rừng và các đồng cỏ mênh mông. Đây là một trong những môi trường sống thuận lợi còn sót lại của các loài hoang dã.

### Đặc điểm
Động vật ở Canada thực sự phong phú và đa dạng, những vùng đồng cỏ rộng lớn của Canada là thiên đường cho các loài động vật ăn cỏ như tuần lộc, nai sừng tấm, bò rừng với những đồng cỏ xanh mướt trải dài. Mặt nước trong nội địa và vùng biển Canada là môi trường lý tưởng cho những loài sinh vật phù du, động vật lưỡng cư phát triển mạnh mẽ và động vật có vú ăn phù du cũng phát triển dồi dào. Vùng đồng cỏ rộng lớn là nơi sinh sống của các loài động vật ăn cỏ như hươu, nai sừng tấm trong khi đó, các loài thỏ, sóc và các loài gặm nhấm sống trong rừng, nơi có nhiều thức ăn và các loại hạt không ngừng sinh sôi với số lượng ngày càng tăng. Các loại chim săn mồi như chim ưng và đại bàng có mặt quanh năm trong khi các loài chim khác như những loài ăn côn trùng thường di trú về phương Nam trong mùa đông.

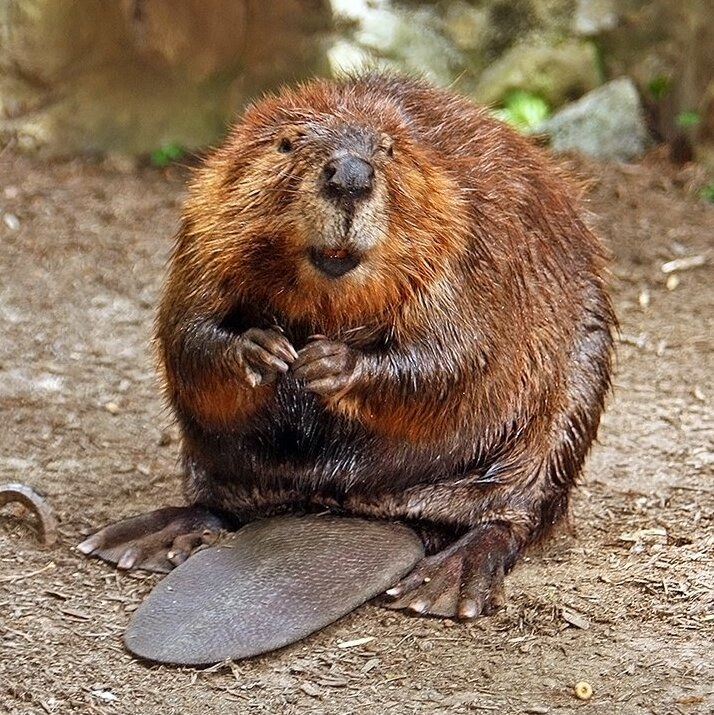
Hải ly Bắc Mỹ, loài biểu tượng của Canada

Sự đa dạng động vật của Canada có thể bắt nguồn từ nhiều nguyên nhân và lý do. Có thể là do quá trình băng hà đã đưa các sinh vật phải di chuyển xuống phía Nam để có thể sinh tồn, và khoảng thời gian 10.000 năm kể từ khi kỷ băng hà Wiscosin chấm dứt không đủ cho quá nhiều loài trở lại. Phần lớn lý do cho việc này bắt nguồn từ thời kỳ băng hà. Canada là một quốc gia có đường bờ biển dài đã giúp quốc gia này có sự đa dạng về sinh vật biển, động vật lưỡng cư và động vật có vú ăn phù du cũng phát triển dồi dào.
Nếu mô hình đa dạng thực vật đi theo chiều Tây-Đông thì sự đa dạng động vật của Canada hình thành theo tác động của môi trường từ Bắc xuống Nam. Hệ động vật ở Canada được được phân theo từng vùng địa lý khác nhau, càng lên phía Bắc thì số lượng loài động vật càng ít đi và càng vào Nam thì số lượng động vật lại phong phú do những loài biết bay, biết bơi và động vật hoang dã ở Canada buộc phải thích nghi với mùa đông lạnh giá nên dần dần di chuyển đến miền Nam để thích nghi hơn, số lượng động vật miền Nam nhiều là do các loài động vật tìm đến để trú đông. Nói chung, càng đi lên phía Bắc thì số lượng loài càng ít đi, bất kể là loài sống dưới nước, trên cạn, loài biết bơi hay biết bay
Động vật hoang dã ở Canada phải thích nghi với mùa đông lạnh giá bằng nhiều cách khác nhau: phát triển lớp mỡ dày hoặc di trú vào mùa đông. Vào mùa đông, một số loài di cư xuống phía Nam vào mùa đông, một số loài khác phát triển lớp da và lông dày, một số loài lại dự trữ năng lượng vào mùa hè, chuẩn bị cho kỳ nghỉ đông. Một số loài di cư xuống phía Nam vào mùa đông, một số loài phát triển lớp da và lông dày, và lại có những loài ngủ đông, sống nhờ lớp mỡ dày tích tụ trong mùa hè. Các loại chim săn mồi như chim ưng và đại bàng có mặt quanh năm trong khi các loài chim khác như những loài ăn côn trùng thường di trú về phương Nam trong mùa đông.

### Bảo tồn

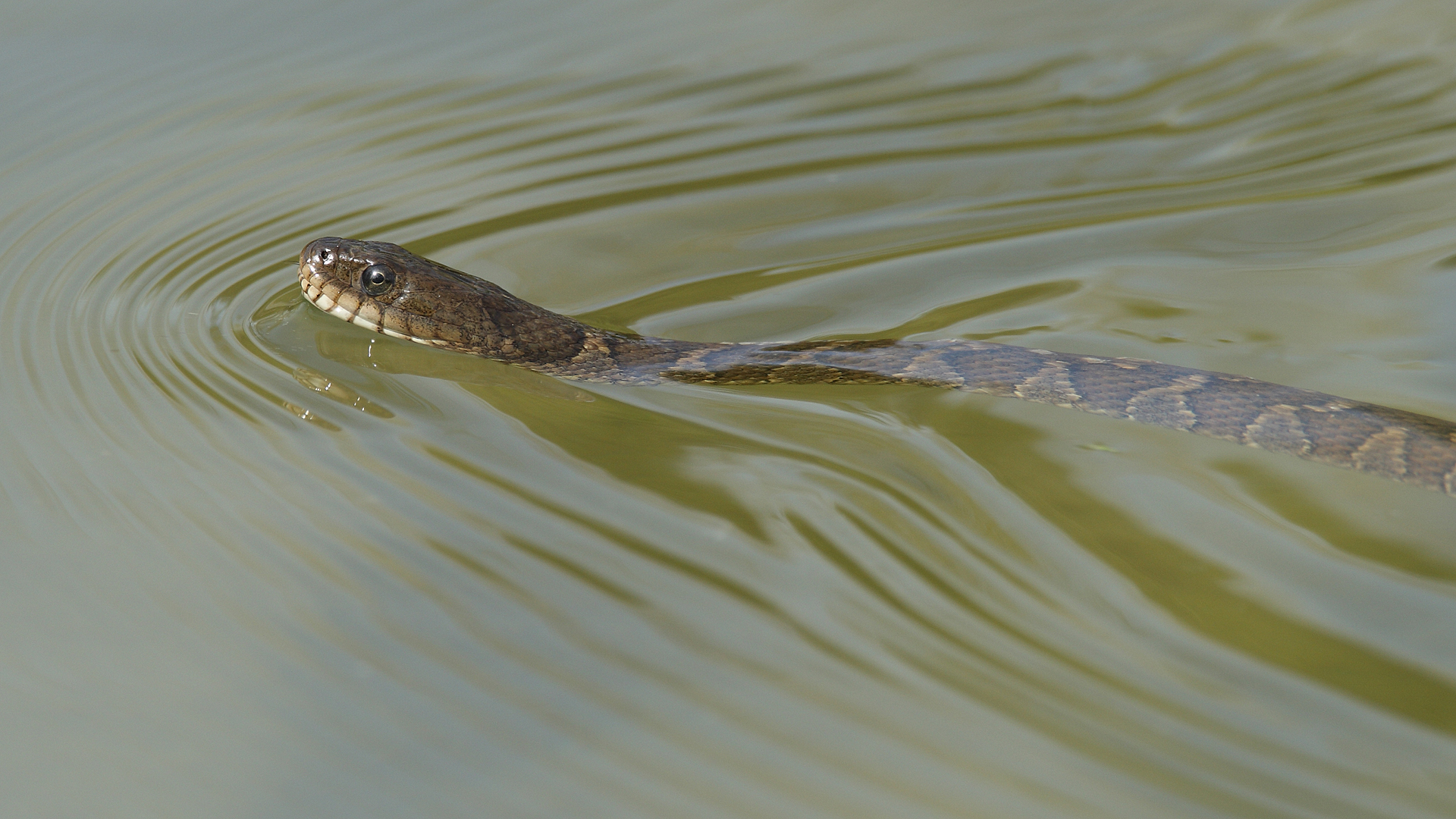
Một con rắn nước ở Canada

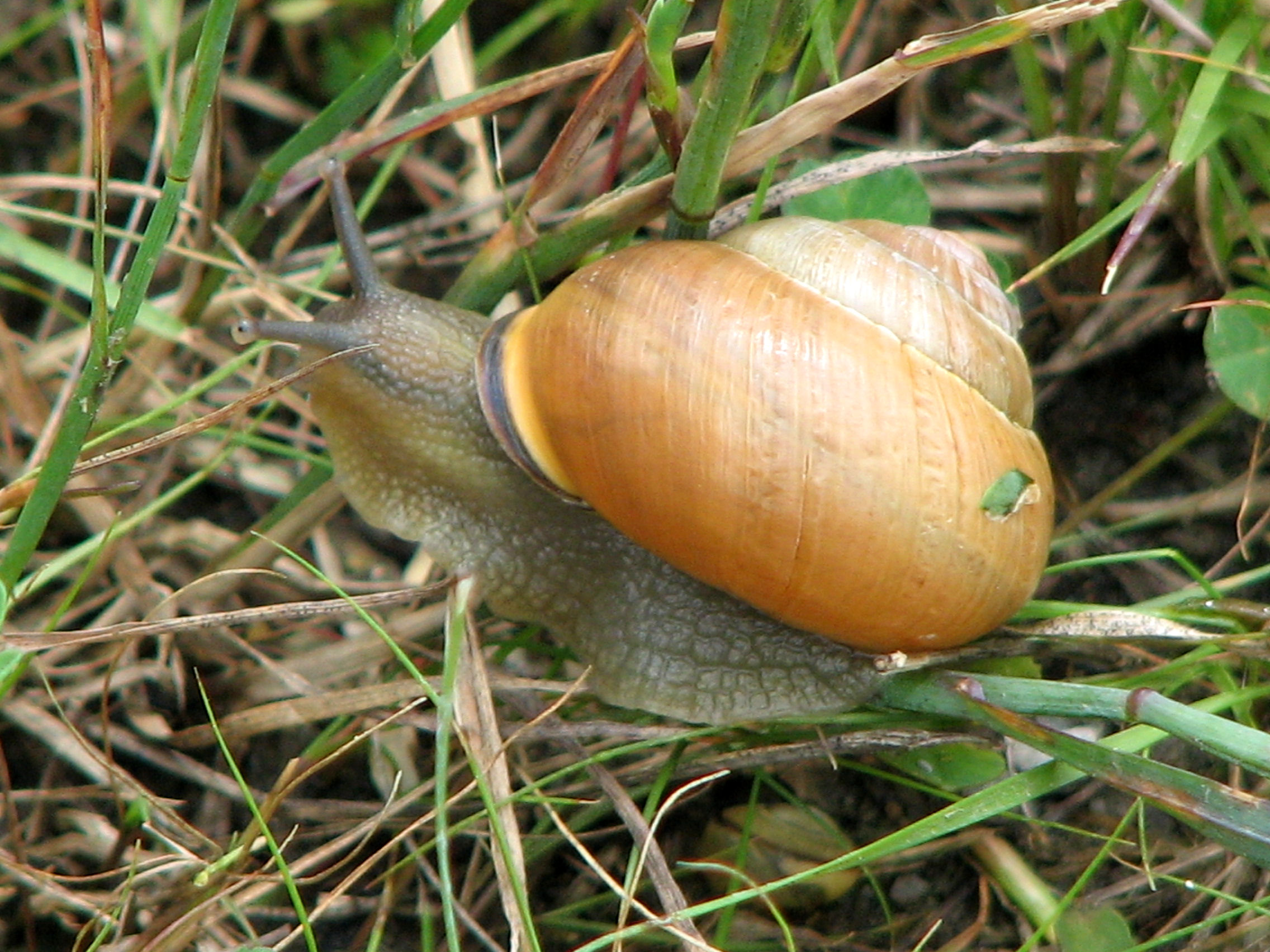
Ốc sên vỏ nâu ở Canada

Với sự đa dạng của các loài động vật nên từ lâu Canada đã trở thành một trong những quốc gia thu hút được nhiều du khách tìm đến khám phá và tìm hiểu. Người Canada luôn trân trọng thiên nhiên và bảo vệ thiên nhiên và môi trường sống luôn được người dân và Chính phủ nước này quan tâm và đặc biệt chú trọng. Nhiều loài động vật hoang dã tại Canada luôn sống rất gần với con người. Ở Canada công tác bảo vệ môi trường và động vật được tiến hành rất nghiêm ngặt. Người dân Canada rất có ý thức bảo vệ động vật cho nên số lượng loài cũng không bị giảm đi mà ngày càng được phát triển. Ngoài các động vật phổ biến thì động vật quý hiếm như hươu xạ, sếu, đại bàng đầu trọc được pháp luật bảo vệ và bảo tồn.
Trước đây, sự xâm lấn của con người đã làm một số động vật quý hiếm bị tuyệt chủng, một số loài như tuần lộc Dawson, chồn Vizon nước mặn và chim Anca (một loài chim giống chim cánh cụt) đã bị săn lùng dẫn đến biến mất; các loài khác như gà thảo nguyên thì số lượng bị suy giảm trầm trọng vì môi trường sống tự nhiên bị phá hủy. Trước tình hình này, vấn đề môi trường ngày càng được quan tâm ở Canada, những quy định chặt chẽ về săn bắn và những cố gắng bảo tồn đang trở thành xu thế chung. Trước tình hình này, pháp luật đã vào cuc và có những quy định chặt chẽ về săn bắn, bảo tồn động vật quý hiếm.
Canada cũng đầu từ thành lập nhiều trung tâm bảo tồn, chẳng hạn như Khu dã sinh African Lion Safari (thuộc thành phố Ontario, Canada) thu hút khách du lịch bởi thế giới động vật muôn màu, du khách có thể ngồi trên xe hơi và chạy quanh công viên để ngắm rất nhiều loại động vật quý hiếm. Vườn thú Toronto công viên động vật lớn nhất Canada là nơi du khách có thể tìm thấy rất nhiều loài dộng vật quý hiếm đã tuyệt chủng ở nhiều nơi. Đến đây du khách không chỉ được đắm mình trong khung cảnh thiên nhiên mà còn được chơi đùa với những loài động vật ngộ nghĩnh. Trải rộng trên diện tích 287ha, vườn thú Toronto là nơi nuôi dưỡng và bảo tồn động vật lớn nhất ở Canada.
Đây là nhà của hơn 5.000 cá thể động vật thuộc 500 loài khác nhau. Những loài động vật ở vườn thú này luôn nhận được sự chăm sóc tốt nhất từ những chuyên gia dinh dưỡng.Vườn thú Toronto được chia làm nhiều khu vực khác nhau, với môi trường sống phù hợp với tất cả các loài động vật đến từ nhiều nơi trên thế giới. Đặt chân đến vườn thú Toronto, du khách sẽ được dịp ngắm nhìn voi đi lang thang trên những đồng cỏ rộng mở, khỉ đột lười biếng trong khu rừng nhiệt đới hay cá đuối gai độc bơi trong hồ nước lớn cùng nhiều loài động vật khác.

### Vấn đề

Một loài chim ở British Columbia

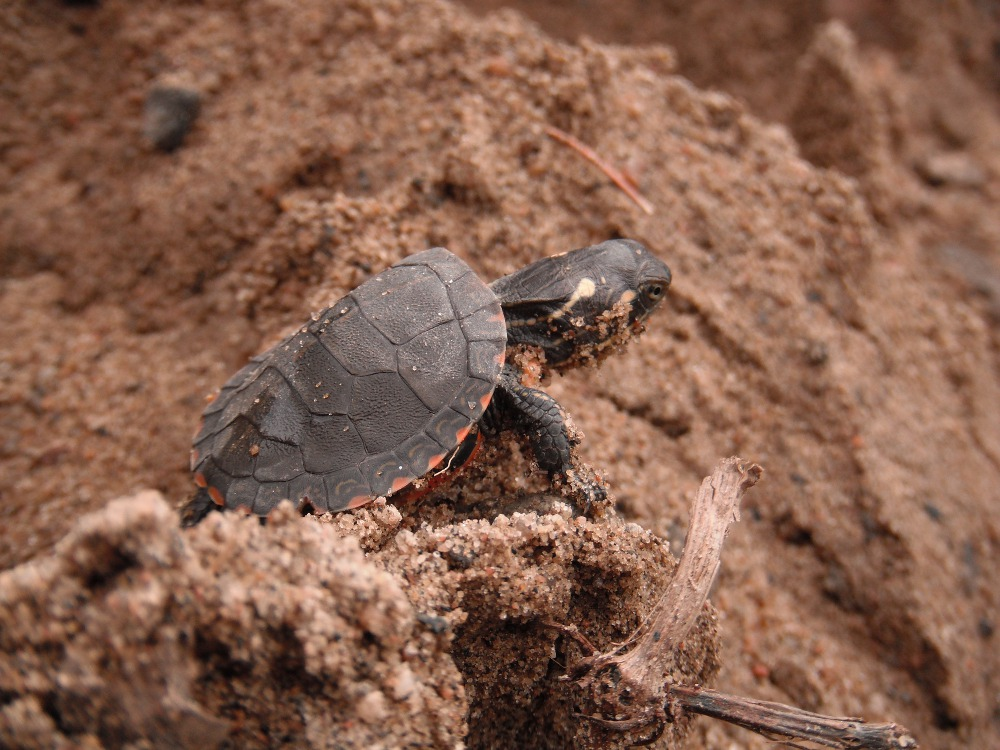
Rùa sơn ở Canada

Nạn săn bắn động vật hoang dã vẫn còn diễn ra đâu đó ở quốc gia này, trong đó gấu Bắc cực, loài động vật đứng trước nguy cơ tuyệt chủng, đang trở thành mục tiêu săn bắn của các công ty du lịch Canada và thú tiêu khiển của những người ưa cảm giác mạnh. Săn gấu Bắc Cực trở thành thú vui của nhiều người Canada. Họ sẵn sàng chi một khoản tiền lớn để thỏa mãn thú vui. Các công ty du lịch nắm bắt cơ hội này đã mở các tour săn gấu. Chúng là loài động vật có vú lớn của bộ ăn thịt. Loài gấu này sống ở Alaska, Canada, Greenland, Na Uy và Nga. 60% trong số đó tập trung tại Canada. Con đực khi trưởng thành có thể nặng tới 800 kg, trọng lượng con cái thường bằng nửa con đực.
Kỳ săn loài động vật to lớn này sẽ diễn ra trong 10 ngày và các công ty du lịch đảm bảo 100% sẽ thành công. Ngoài việc thưởng thức thú vui mạo hiểm, những người đi săn còn muốn có được da và các bộ phận khác trên cơ thể loài gấu. Du khách sẽ trả phí một tour trọn gói, bao gồm phí đi lại, chỗ ăn ở, bảo hiểm, dụng cụ săn bắn, công cụ dẫn đường và những chi phí khác, giá một tour trọn gói lên tới 35.000 USD. Nhiều du khách Trung Quốc cũng tới Bắc Mỹ để tham gia tour săn gấu. Có lý giải rằng việc săn bắn gấu Bắc Cực là một giải pháp tốt để bảo vệ chúng. Bởi khi gấu đực tiến về phía gấu cái, nếu gặp gấu con thì con đực sẽ giết kẻ bé hơn ngay lập tức. Do đó, tiêu diệt gấu đực là cách để bảo vệ gấu.
Từng khoảng 20 000 sinh vật biển đã trôi dạt vào bờ biển của nước này, nguyên nhân của vụ việc chưa được làm rõ. Sự việc xảy ra trên bờ biển Nova Scotia gần thành phố cảng Digby. Cảnh sát biển phát hiện trên bờ hàng ngàn con cá, cua, tôm hùm, sao biển, động vật có vỏ và động vật biển khác, đó không phải là "hải sản tươi sống", chúng dạt vào bờ biển khoảng năm ngày trước. Nhà chức trách đã ban hành một tuyên bố đặc biệt, cảnh báo người dân địa phương về việc không tiêu thụ cá chết. Các nhà khoa học đã tiến hành phân tích nước đáy biển, và đi đến kết luận rằng môi trường trong khu vực nơi có khối lượng lớn các sinh vật biển dạt vào là bình thường. Đặc biệt, ở dưới đáy biển trong khu vực này rất nhiều tôm cá sinh sống.
Giới chức địa phương Canada cũng rất lo ngại về sự xuất hiện của cá chép châu Á ở sông Saint Lawrence. Chính quyền tỉnh đang tìm mọi cách ngăn chặn sự hoành hành của loài cá này trong hệ thống sông, hồ và kênh rạch trọng yếu. Việc cá chép châu Á xuất hiện ở sông này dẫn tới nguy cơ cao phát tán rộng trong hệ thống sông ngòi ở Canada. Khảo sát 110 địa điểm trên Saint Lawrence tìm thấy cá chép châu Á trong ít nhất 16 địa điểm. Chính quyền tỉnh cảnh báo cuộc xâm lấn của cá chép châu Á có thể gây thiệt hại trị giá hàng triệu dollar Canada (CAD) cho nền kinh tế, hiện chưa tìm được giải pháp nào khả thi nhằm ngăn chặn sự xâm lấn của cá chép châu Á. Chính quyền tỉnh đã đưa ra lệnh cấm sử dụng cá mồi sống để câu cá trong mùa hè này, lệnh cấm sẽ được nghiên cứu mở rộng vào các mùa khác.
Các quan chức y tế Canada cho biết số người nhiễm cúm H1N1 tại nước này đã lên tới con số 85 (tăng 34 trường hợp), đồng thời phát hiện trường hợp cúm lây từ người sang động vật đầu tiên trên thế giới. Cơ quan thanh tra thực phẩm Canada cho biết hơn 200 con heo tạo một trang trại ở tỉnh miền tây Alberta đã bị nhiễm cúm H1N1, và nhà chức trách liên bang tin chúng bị nhiễm bệnh từ một công nhân Canada trở về từ Mexico, hơn 200 con heo mắc bệnh được hồi phục và số heo nói trên đã bị cách ly để đề phòng khả năng virus có thể lây cho người. 

## Các loài thú
Dưới đây là một số loài thú đáng chú ý của Candada. Trong bức tranh động vật hoang dã ở Canada thì gấu chính là động vật chiếm số lượng nhiều nhất. Họ hàng gấu bao gồm gấu trắng hay còn gọi là gấu Bắc Cực, gấu đen và gấu xám Bắc Mỹ. 

### Các loàigấu

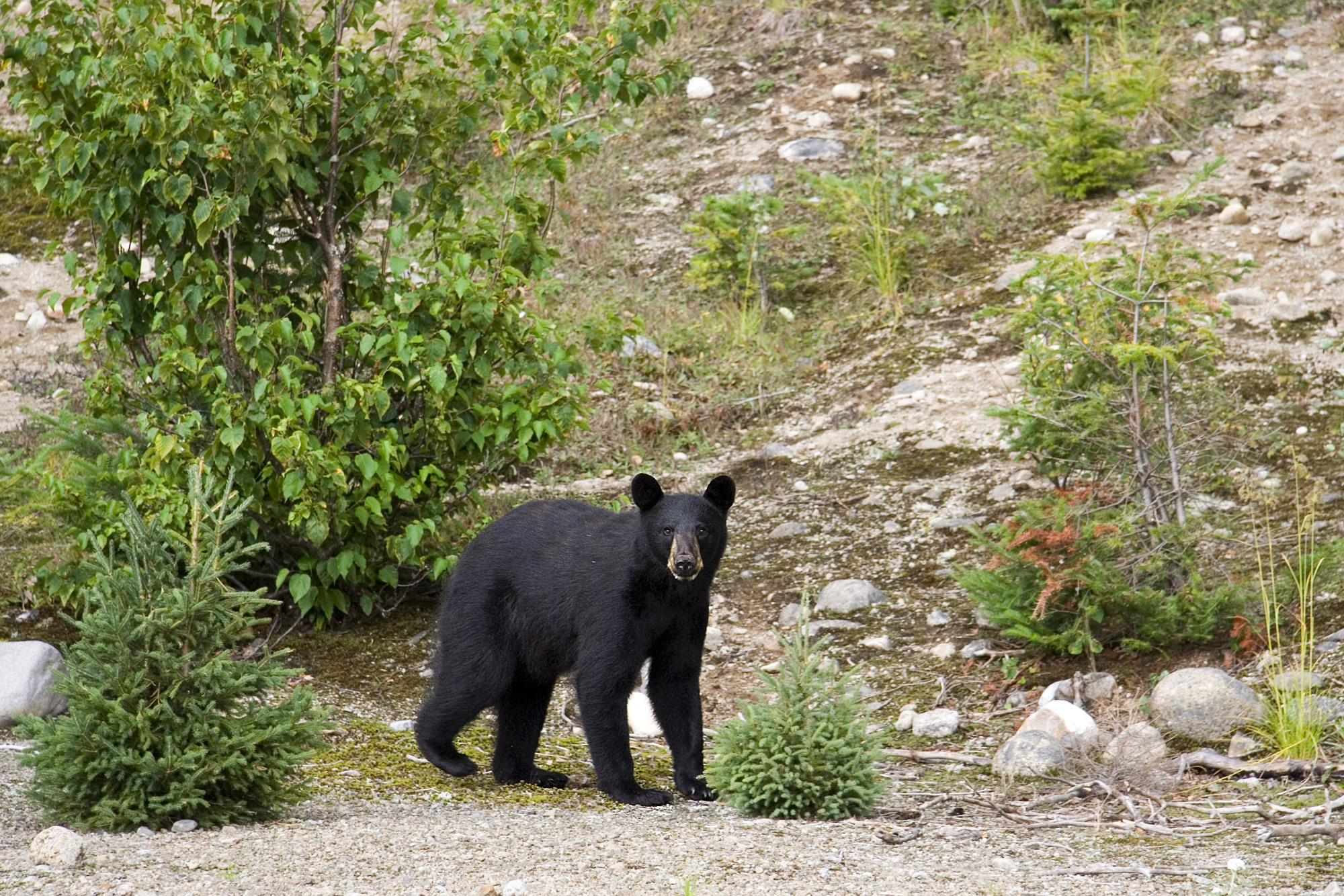
Gấu đen tại Quebec

- Gấu đen là loài phổ biến nhất Canada, có thể tìm thấy chúng ở khắp đất nước, trừ miền Bắc khắc nghiệt. Gấu đen có thể ăn mọi thứ tìm thấy như các loại thực vật, đặc biệt là quả dại và hạt vào mùa hè, thậm chí bới rác tìm thức ăn. Bình thường gấu đen là sinh vật nhút nhát nhưng những con gấu có thói quen bới rác có thể trở nên nguy hiểm khi gặp người. Gấu đen cũng à động vật rất phổ biến ở khu vực Toronto. Chúng thường sống ở Canada và Alaska.
- Gấu Bắc Cực hay Gấu trắng sống ở bờ Biển Bắc lạnh giá. Chúng có nhiều màu khác nhau, từ màu trắng tinh khiết trong mùa đông sang màu vàng hay vàng sẫm trong mùa hè khi thay lông. Gấu trắng có bộ lông dày và một lớp mỡ dày dưới da để chống lạnh, có bộ lông dày và một lớp mỡ dày dưới da để chống lạnh. Loài gấu này ăn thịt nhiều hơn gấu xám và gấu đen, thức ăn ưa thích của chúng là hải cẩu. Gấu trắng với lớp mỡ dày để thích nghi với mùa đông Canada.
- Gấu xám Bắc Mỹ thường sống ở phía Tây Alberta, British Columbia, Yukon, vùng lãnh thổ Tây Bắc và Nunavut. Gấu xám to lớn hơn gấu đen, búi cơ chi trước nổi gồ giữa hai vai. Cái tên gấu xám bắt nguồn từ màu lông xám của nó ở trên đầu và hai vai. Chúng là động vật ăn tạp, thường bới rễ cây làm thức ăn nhưng cũng ăn cả hươu, nai sừng tâm và tuần lộc.
- Gấu Kermode nổi bật với đặc trưng là bộ lông trắng đặc biệt do sự giao phối diễn ra giữa hai con gấu đen cùng mang gene lặn tức là gen quy định tính trạng cho ra lông trắng. Vì vậy, tuy chúng thuộc loài gấu đen nhưng lại có bộ lông màu trắng và kem. Đây là loài gấu quý hiếm.

### Thú móng guốc
- Nai sừng tấm Canada là loài nai sừng tấm phổ biến ở quốc gia này và là một trong những biểu tượng của Canada.
- Bò xạ hương là loài động vật có vú duy nhất trong chi Ovibos thuộc họ Trâu bò sống ở Bắc Cực (gồm phía bắc Canada) từ thời kỳ băng hà cách đây gần 200.000 năm, nổi tiếng với bộ lông dày và mùi hương nồng phát ra từ con đực để hấp dẫn con cái trong mùa giao phối.
- Hươu đuôi trắng: Là loài động vật có vú lớn nhất vùng Toronto với chiều cao khoảng 1m và cân nặng tầm 100 kg. Chúng chạy nhanh và hay tránh sự chú ý của con người. Tuy nhiên, vùng đô thị Toronto lại có sức hấp dẫn đặc biệt với chúng.
- Tuần lộc: Mặc dù rất được chào đón mỗi khi Giáng sinh về nhưng tuần lộc trong thiên nhiên hoang dã lại đang bị thờ ơ.

### Thú ăn thịt

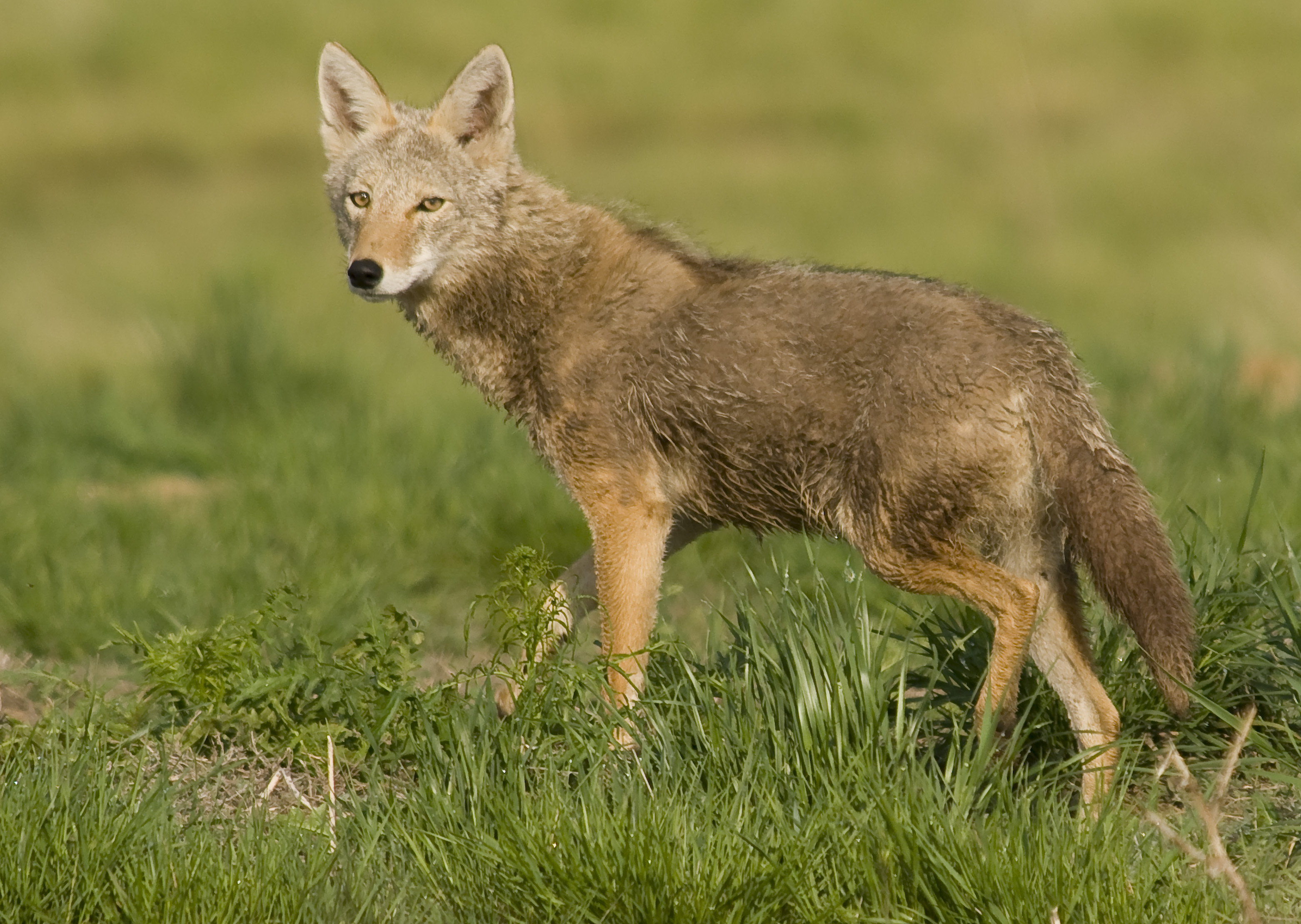
Sói đồng cỏ

- Linh miêu Canada là một loài thuộc chi linh miêu tuyết với chiếc đuôi ngắn, bàn chân to để đi trên tuyết. Linh miêu còn là loài vật rất thông minh và cảnh giác và điều đó có nghĩa là chúng biết cách tránh xa những người đang cố gắng tìm hiểu về chúng.
- Động vật Canada điển hình đầu tiên nói đến là chồn sương chân đen, có ngoại hình kỳ quặc như một loài lai tạo giữa gấu trúc và chó Dachshund. Tuy là loài có nguy cơ tuyệt chủng cao nhưng chúng chưa thực sự được chú ý nhiều.
- Chồn nhỏ là động rất thông minh, có khả năng bơi lội tuyệt vời. Những con suối, dòng sông hay khe núi tại Toronto chính là nơi trú ẩn của loài chồn nhỏ này, dễ dàng nhìn thấy chúng khi đến những nơi này.
- Cáo đỏ là loài lớn nhất chi Cáo, thường sống theo cặp hoặc nhóm nhỏ gồm các gia đình nhỏ. Các con cáo con được bố mẹ nuôi dạy trong nhiều năm đến khi chúng có kỹ năng săn mồi thành thục.
- Chồn sói là một loài chồn đặc biệt hung dữ và to lớn trong họ Chồn, cũng là loài duy nhất được phân loại trong chi Gulo. Chúng nặng khoảng 15 kg, thường ăn xác thối đồng thời cũng săn mồi như loài thỏ, gà gô thậm chí là cả tuần lộc.
- Chó sói không chỉ sống trong núi đồi hoang vắng, thật ra chúng có mon men vào thành phố. Khi màn đêm buông xuống, người dân thành phố vẫn có thể lắng nghe tiếng hú văng vẳng của nó. Đây là loài động vật chuyên ăn thịt, nên đây cũng là mối nguy hiểm hàng đầu đối với vật nuôi hay thú cưng của các gia đình.
- Hải cẩu đàn hạc: Là động vật có khuôn mặt lanh lợi với cơ thể màu xám bạc, đôi mắt đen và dấu hình đàn hạc màu đen ở mặt sau. Hải cẩu con có bộ lông màu trắng vàng khi sinh, nhưng sau 3 ngày, lông chuyển sang màu trắng. Hải cẩu trưởng thành dài 1,7-2,0 m và nặng từ 140–190 kg.
- Cá voi trắng có thể sống từ 25-30 năm. Chúng đang bị coi là loại động vật có nguy cơ tuyệt chủng. Kẻ thù tự nhiên của loài cá voi trắng là cá kình và gấu Bắc Cực, nhưng các bộ lạc sống ở Bắc Mỹ cũng được phép giết thịt loài cá này.
- Cá voi xanh là loài động vật to lớn nhất trên thế giới nhưng lại bị săn bắn đến mức gần như tuyệt chủng. Theo một báo cáo vào năm 2002, chỉ còn lại xấp xỉ 5.000-12.000 cá thể sống trên toàn thế giới.

### Loài thú khác

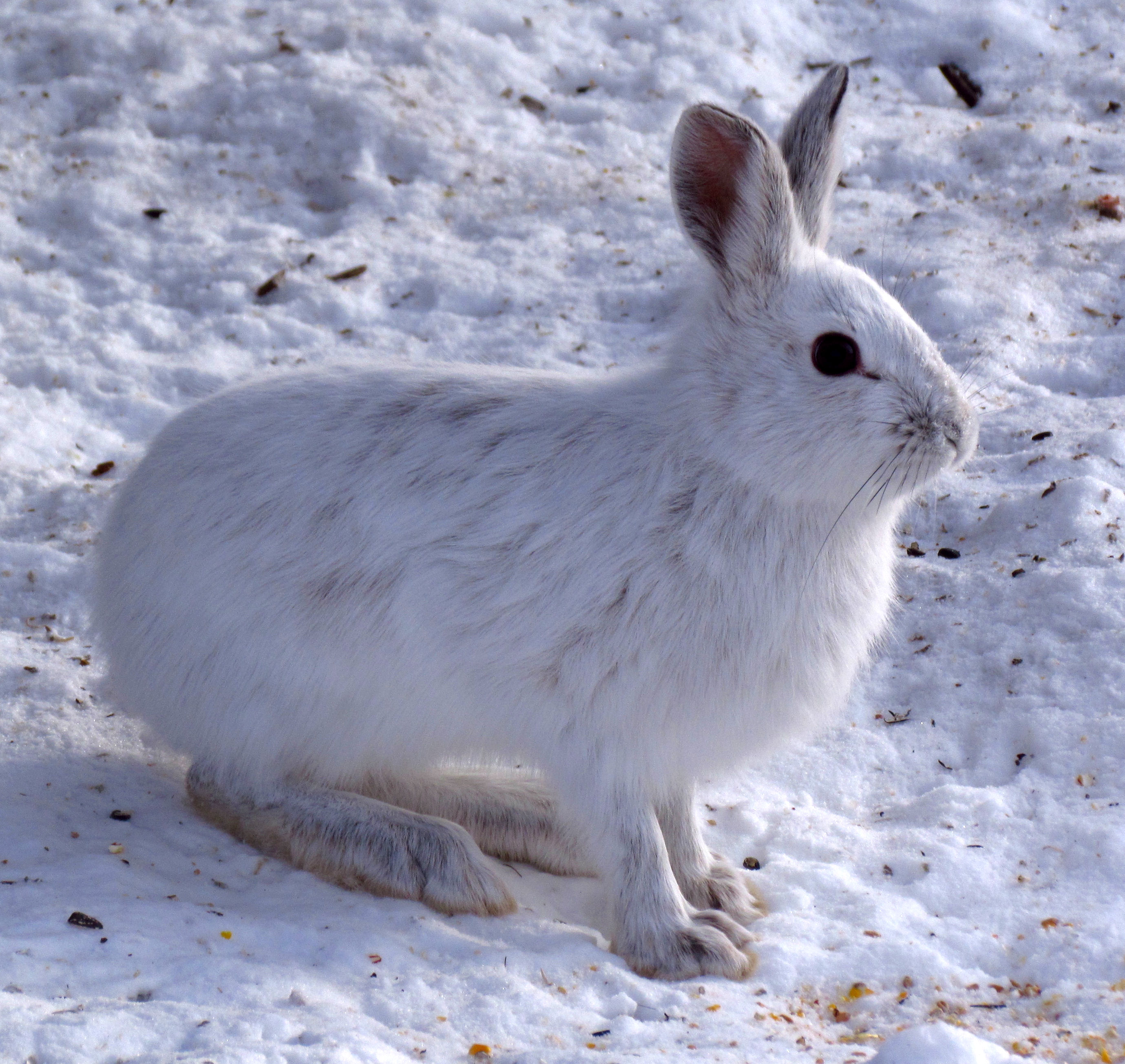
Thỏ giày tuyết

- Hải ly được chọn làm một trong những biểu tượng quốc gia của Canada từ năm 1975. Vị trí biểu tượng này bắt nguồn từ thực tế là phần lớn lịch sử kinh tế của Canada buổi ban đầu gắn liền với ngành thương mại lông hải ly là thứ đã được những người châu Âu mê mẩn dùng làm mũ. Không chì có vậy, với phẩm chất cần mẫn của mình, hải ly cũng được đồng lòng nhất trí chọn là biểu tượng cho ngành công nghiệp.

Đây là loại động vật rất phổ biến tại Canada. Ở Toronto hải ly vẫn có thể tồn tại, sinh sôi và phát triển. Biệt tài của chúng là đào kênh và làm ổ. Chúng hoạt động mạnh về đêm và gặm nhắm các gốc cây. Không cảm thấy hài lòng lắm về sức gặm ghê gớm này nhưng người dân Canada vẫn dùng rất nhiều biện pháp để bảo tồn sự sống cho loài hải ly đặc trưng của Toronto.
- Thỏ giày tuyết: Là loài thỏ rất lanh lợi, đôi bàn chân rất to và trắng như một cục bông vào mùa đông. Vào mùa hè, lông của chúng chuyển dần sang màu nâu, sau khoảng 10 tuần thì màu lông của nó biến đổi hoàn toàn.
- Cầy thảo nguyên hay còn gọi là sóc đồng cỏ cũng là một trong những loài động vật đặc hữu của Canada. Với thân hình dài, đôi tai nhỏ xíu, chiếc mõm ngắn, chân trước nhỏ, chúng thường thường xuyên co hai chân trước lại và đứng bằng hai chân sau như con người.

## Hệ chim

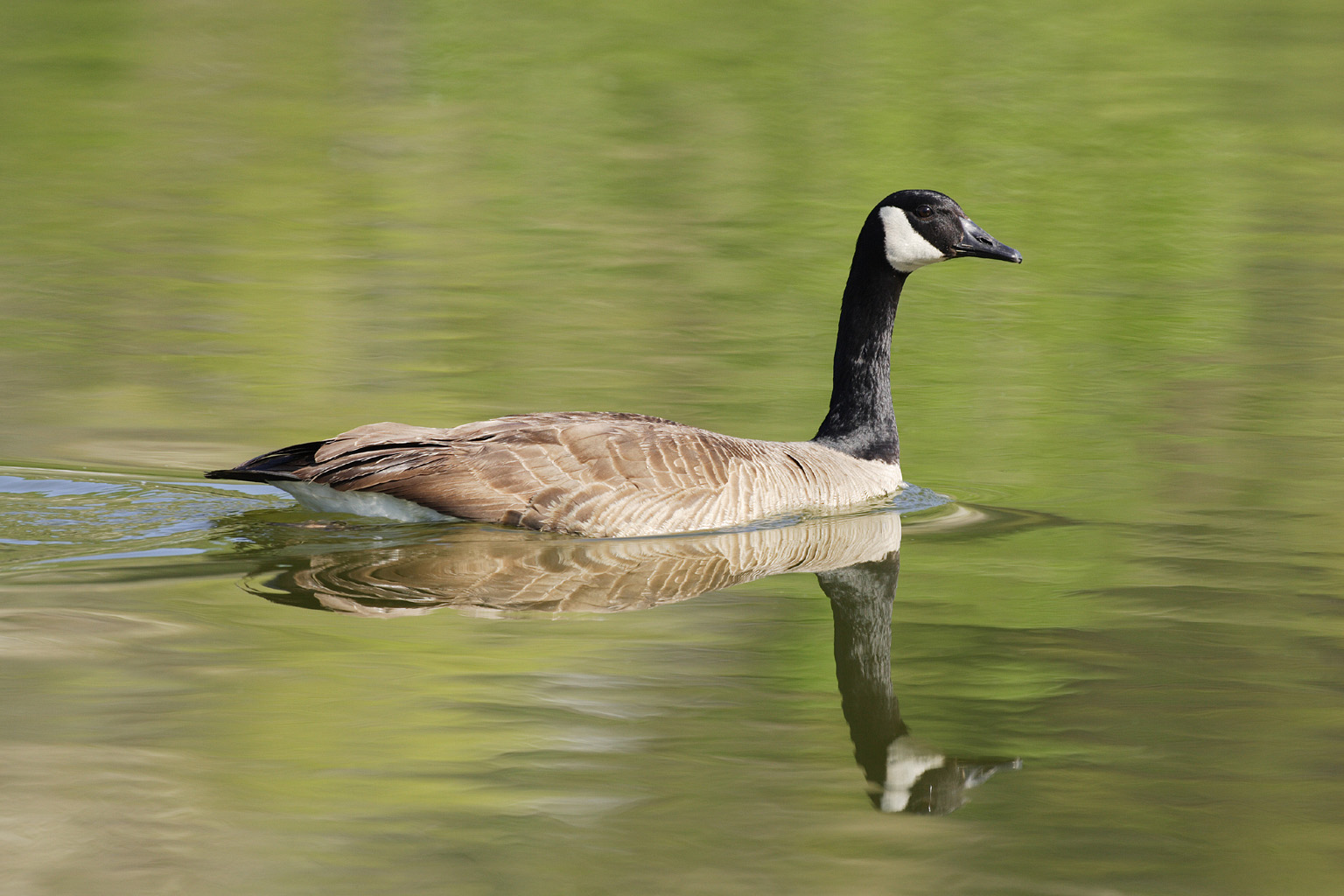
Ngỗng Canada

- Chim lặn mỏ đen: Được ghi nhận là sinh sản tại Canada, các khu vực miền bắc Mỹ, Greenland và Alaska. Chim trưởng thành khi vào mùa sinh sản có bộ lông với đầu đen, bụng trắng, lớp lông phủ lưng và hông màu đen trắng hình bàn cờ. Bộ lông khi không phải mùa sinh sản có màu hơi nâu, với cằm và trước cổ màu trắng. Mỏ màu lam đen, nằm ngang.
- Hải âu cổ rụt Đại Tây Dương: Chúng có diện mạo rất kỳ quặc khiến nhiều người phì cười khi nhìn chúng.
- Chim cắt lớn: Được mệnh danh là loài nhanh nhất hành tinh, chim cắt lớn có tốc độ bay là 322 km/h. Vì có thói quen làm tổ trên những vách đá cao nên thường thấy một cặp vợ chồng chim cắt trong một chiếc tổ được xây trên những tòa nhà chọc trời của Toronto.
- Chim cốc hai mào: Tại hồ Ontario vào thời điểm mùa xuân hay hè, có thể bắt gặp đàn chim cốc đang săn mồi trong nước hoặc tắm táp, rỉa lông cho nhau. Đây cũng là loài chim săn mồi rất đặc biệt tại Canada.
- Cú tuyết: Tập tính sinh sống, săn mồi của loài cú tuyết không khác mấy với những loài trong họ cú. Chỉ là tần số xuất hiện của chúng dày đặc hơn khi mùa đông của Canada kéo về.
- Cú sừng lớn Canada được mệnh danh là những con vật chung thủy và có trách nhiệm trong chăm sóc con cái. Cuối mùa đông, khi những con cái nằm trong tổ ấp trứng, thì những con đực đi khắp nơi để kiếm ăn cho cả hai.
- Chim bắc hồng y: Màu lông đỏ đặc trưng là không thể nào nhầm lẫn được. Tuy nhiên, đây là màu sắc của chim trống. Lông chim mái lại có màu ô liu. Loài chim này có giọng hót rất tuyệt và chúng dùng âm thanh này để cảnh báo đối phương biết đây chính là lãnh thổ của mình. Những rừng hoa, bụi rậm, hay đầm lầy chính là nơi ẩn náo của chim bắc hồng y.
- Ngỗng Canada: Là loài ngỗng lớn, phổ biến ở quốc gia này, chúng cũng là loài xâm lấn.

## Loài khác

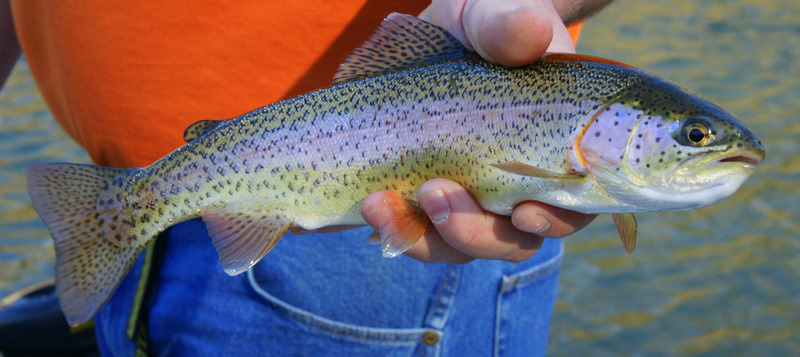
Cá hồi cầu vồng

- Bướm Monarch: Đây là một trong những loài di cư nổi tiếng nhất thế giới. Chúng di chuyển từ Canada đến Mexico khi mùa đông đến. Canada: Loại nai này có nguồn gốc từ Nga hoặc Scandinavia,hiện chúng sống chủ yểu ở Canada và Alaska.
- Rùa đốm có những đốm vàng trên đầu, cổ, chân và mai. Số lượng và sự sắp xếp của các đốm vàng này thay đổi theo độ tuổi của chúng.
- Cá hồi: Là các loài cá thường xuyên di cư để đẻ ở các dòng sông ở Canada, đặc biệt chúng thường xuyên di cư về để đẻ trên hệ thống sông ở đảo Vancuver.